# Polo culturale San Francesco

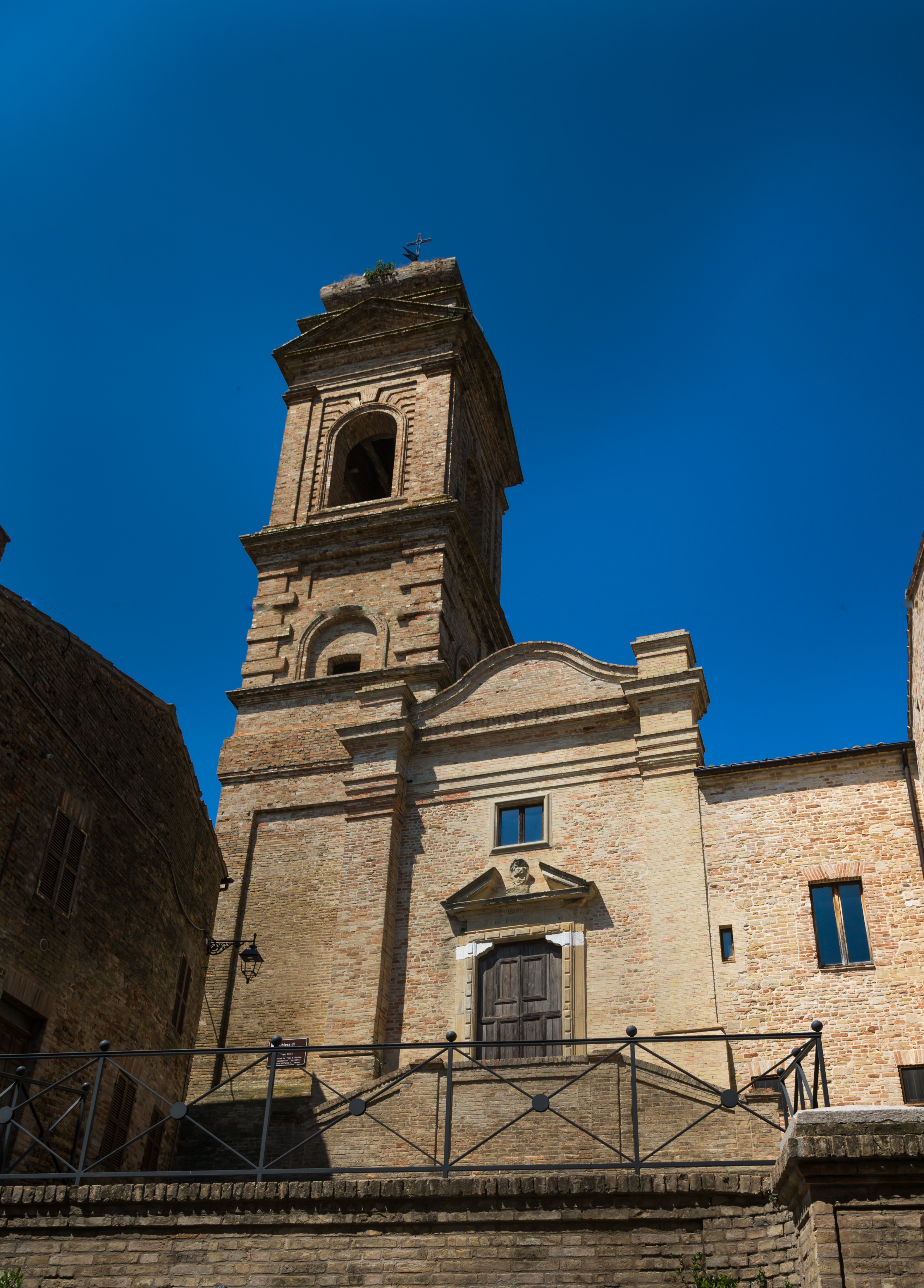
Vista dell'ex chiesa

Il polo culturale San Francesco, anticamente Convento di San Francesco, è una struttura polivalente situata a Monterubbiano che comprende un auditorium, un museo storico archeologico, una biblioteca, una sala espositiva, un centro di educazione ambientale ed un orto botanico.

## Storia

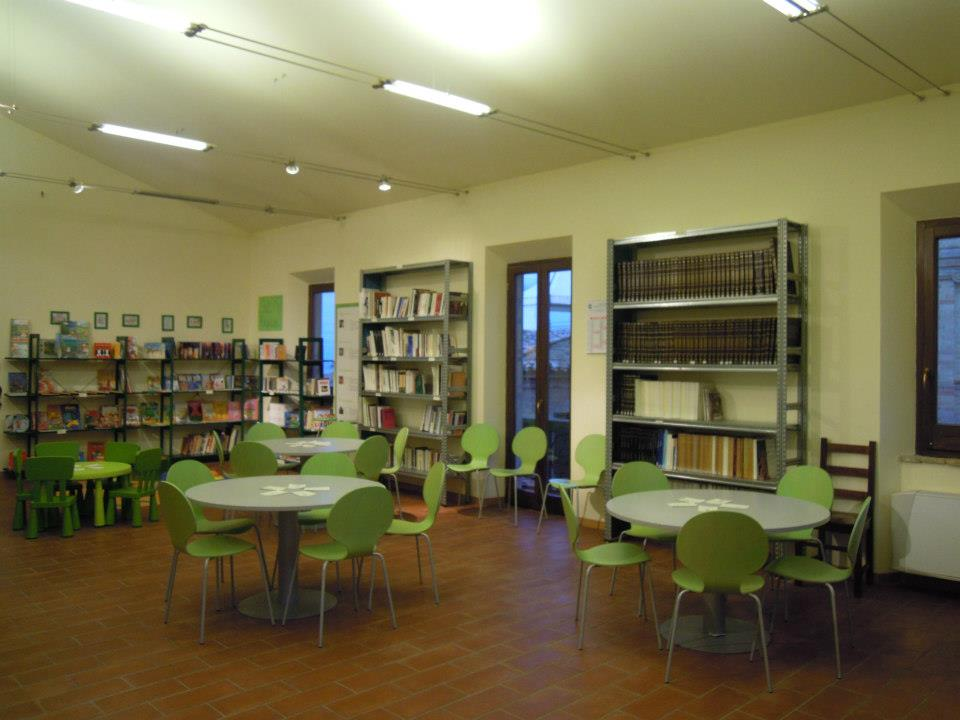
Biblioteca L.Centanni

L'attuale polo culturale sorge all'interno dell'ex chiesa di San Francesco, fondata nel 1247 da Matteo e Lucido, due seguaci di Francesco d'Assisi. Insieme alla chiesa venne costruito un convento per i frati francescani che vi alloggiavano, anche se di questo convento oggi si conservano tracce del chiostro, costruito con arcate a tutto sesto. L'esterno non è più l'originale a causa dei numerosi interventi, effettuati a partire dal XV secolo, mentre l'interno ospita un ciclo di affreschi quattrocenteschi e numerosi altari barocchi settecenteschi. La struttura è stata aperta al pubblico dal 23 settembre 2007 con funzione polivalente ed è composta da:
- ex chiesa di San Francesco con funzione di auditorium;
- il Museo civico archeologico ospitato in alcune stanze dell'antico convento, nel quale sono conservati reperti che vanno dalla preistoria, alla protostoria, alle epoche romana, altomedievale e medievale;
- la Biblioteca "L. Centanni" nella quale sono conservati circa 4 500 volumi, di cui circa 1 500 di narrativa per ragazzi;
- il Centro di Educazione Ambientale (CEA) "Giano" istituito dalla Regione Marche nel 2001, per «valorizzare le qualità Ambientali del Territorio, la conservazione delle risorse naturali e la biodiversità»;
- l'Orto botanico;
- la sala espositiva Rosa Calzecchi Onesti.

Il Polo Culturale di S. Francesco nel 2012 ha ricevuto il riconoscimento di “Meraviglia Italiana”, come altri 1.000 luoghi d’eccellenza, selezionati dal “Forum Nazionale dei Giovani”.